# Ford Ka

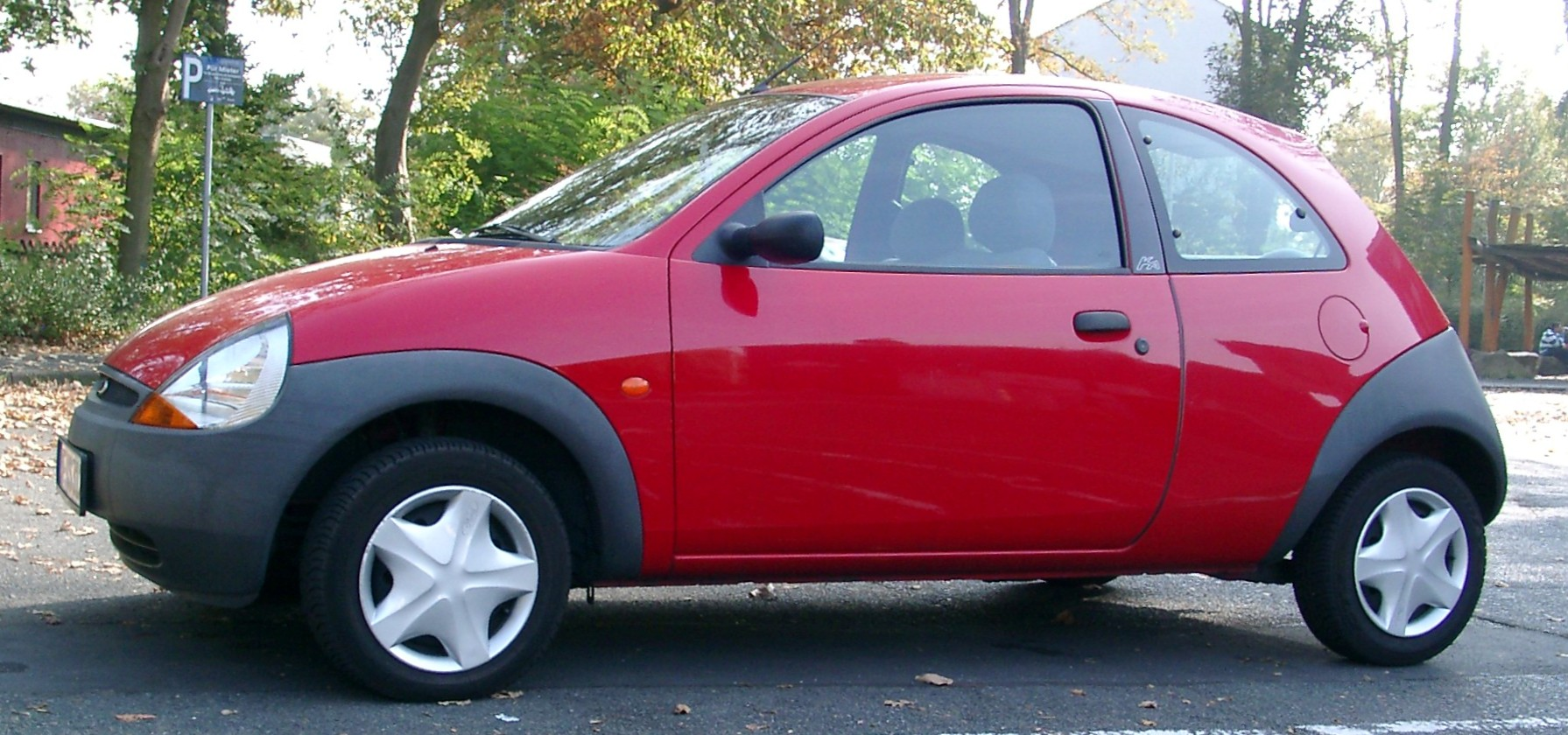
1. generace Ford Ka

Ford Ka je nejmenším vozem v modelové řadě automobilky Ford. V současnosti se od roku 2014 vyrábí už jeho 3. generace. První dvě generace byly koncipovány jako městské miniautomobily (segment A) pro ženy či jako druhý vůz do rodiny, třetí generace je rozměrově větší a tudíž se řadí mezi malé automobily (segment B).

## 1. generace (1996–2008)
Výroba probíhala od roku 1996 do roku 2008 a celkem se 1. generace těchto malých aut (FordKa) vyrobilo 1 460 000 kusů. Vozidlo bylo jedno z prvních s designem New Edge. V roce 2000 prošel Ka testy Euro NCAP a získal 3 hvězdičky. Vozidlo je ceněno pro velmi dobré jízdní vlastnosti a snadnou ovladatelnost. Vzhledem ke své velikosti ale nemá velký zavazadlový prostor a standardně nebylo vybaveno posilovačem řízení. I tak si ale získalo masivní oblibu hlavně u žen a mladých rodin. Nabízený čtyřválcový osmiventilový motor o objemu 1,3 litru byl nabízený souběžně v několika výkonových verzích. Vrcholem nabídky byly modely SportKa a StreetKa, které byly osazené osmiventilovým čtyřválcovým motorem o objemu 1,6 litru.

### Motorizace
Pouze zážehové motory
- 1,3/37 kW (v Čechách neprodáván)
- 1,3/44 kW
- 1,3/51 kW
- 1,6/70 kW Duratec (motor pro SportKa a StreetKa)

### StreetKa a SportKa

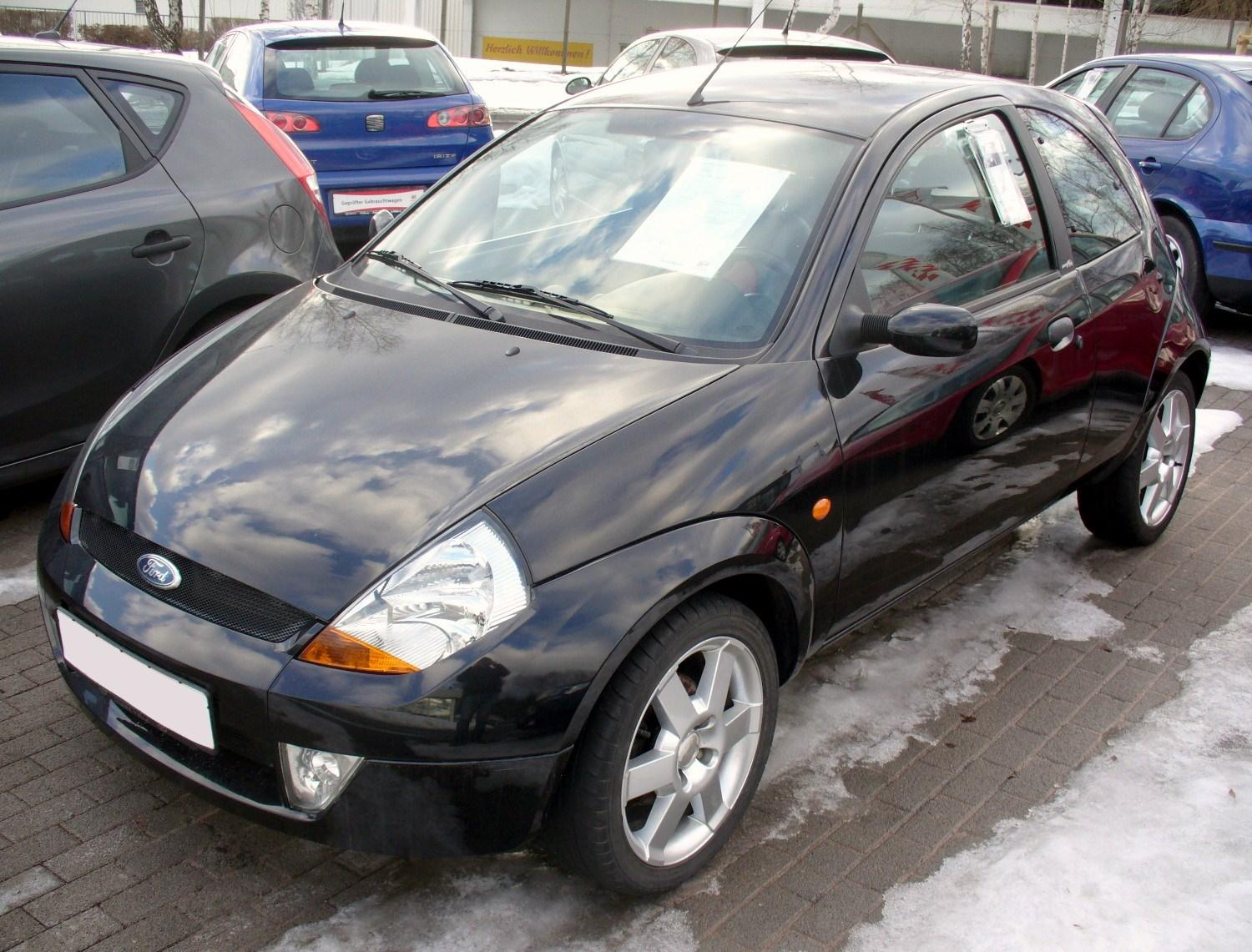
Ford SportKa

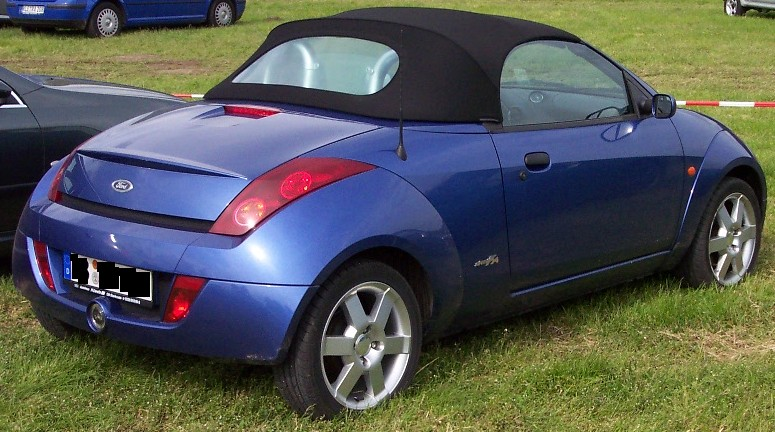
Ford StreetKa

Sportovním modelem byl typ SportKa s výkonnějším motorem 1,6/70 kW a odlišným nárazníkem a světly (jako u StreetKa). Velice zajímavý byl i roadster StreetKa, měl stejný motor jako SportKa ale látkovou střechu, proto měl sportovní sedadla s chromovanými oblouky chránícími posádku při převrhnutí. Dále měla StreetKa jako SportKa například posilovač řízení a elektronický protiblokovací systém (ABS) nebo 16palcová kola z lehké slitiny se 6 paprsky. Streetka se prodávala i v provedení Elegance s řadou luxusních prvků např. vyhřívaná sedadla potažená kůží, CD přehrávač, bezfreonová klimatizace a barevně sladěné obložení dveří. Tváří Streetky byla australská zpěvačka Kylie Minogue. StreetKa se objevil v roce 2003–2006 a vyráběl se jako Ford Focus Coupé Cabriolet (Focus CC) u firmy Pininfarina.

## 2. generace (2008–2014)

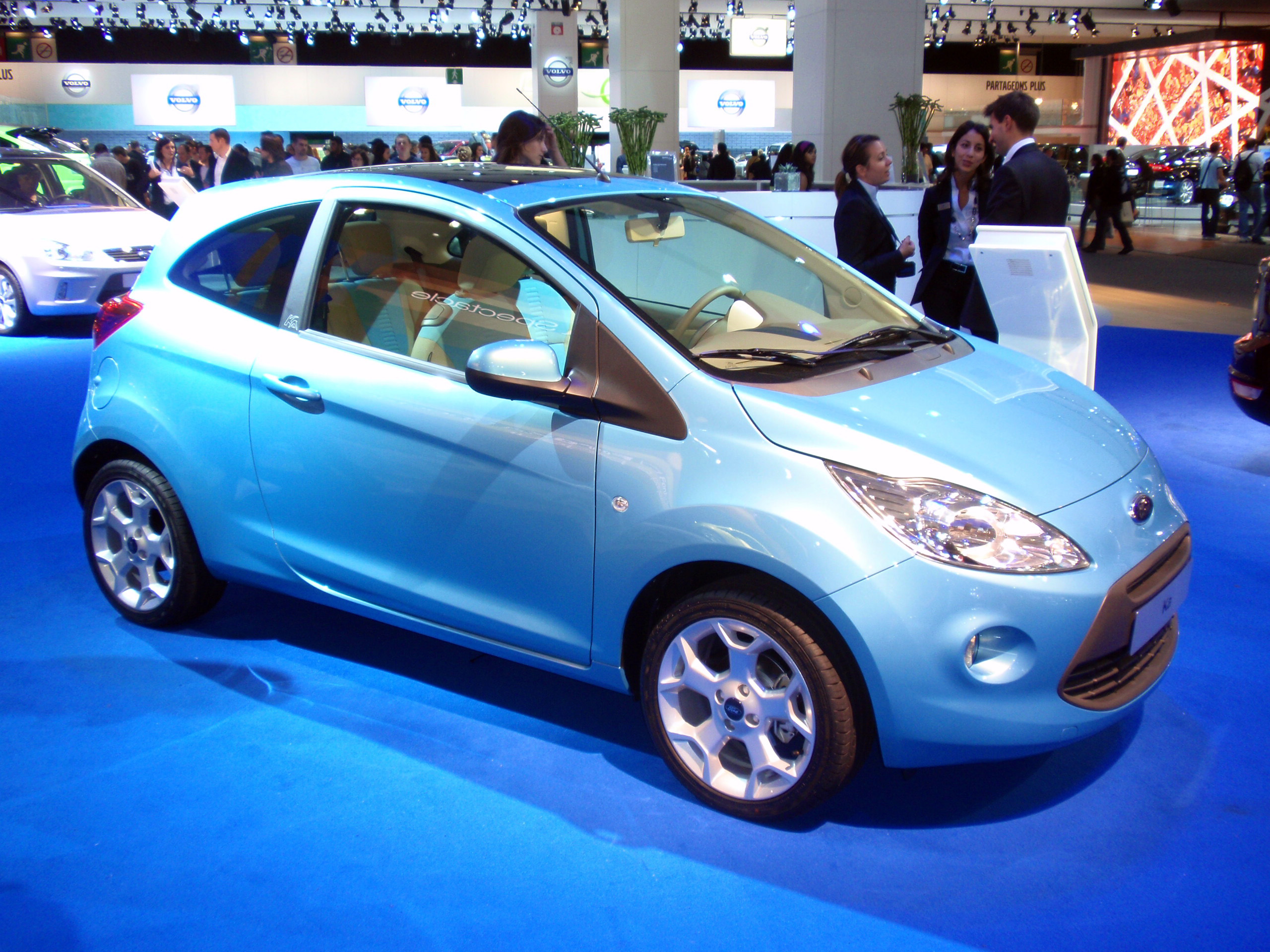
2. generace Ford Ka

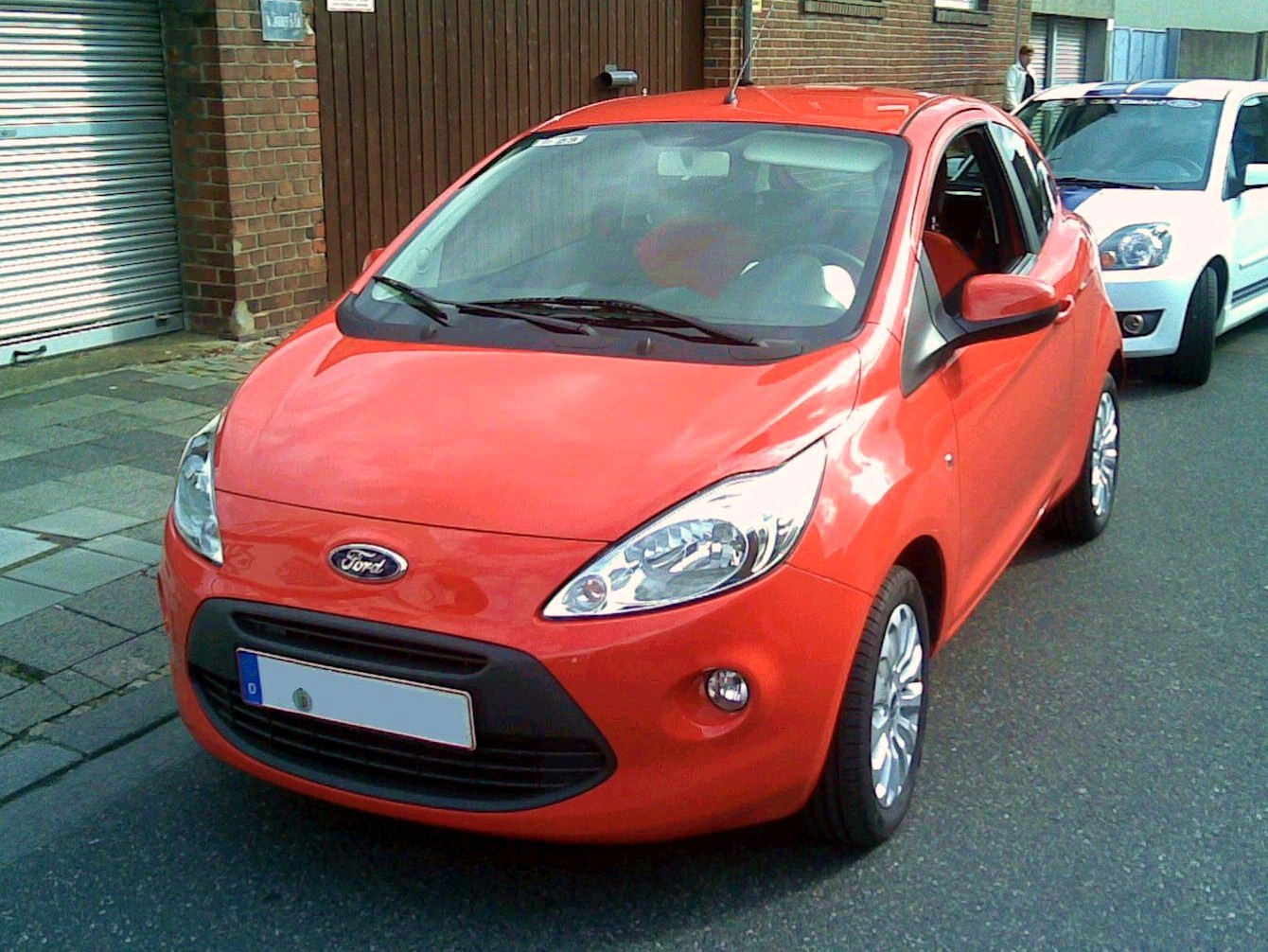
Ford Ka 2009

Ford Ka Mk II (kódové označení: b420) se objevilo se v roce 2008 a nahradilo starý model. Výroba probíhá ve společném závodu Fordu a Fiatu v Tychách v Polsku. Ka 2. generace je postaveno na velmi podobné platformě jako Fiat Panda a nový Fiat 500. I když sdílejí podobnou podvozkovou platformu s modely od Fiatu, inženýři Fordu se postarali od začátku vývoje technickými konstrukčními úpravami i následným funkčním testováním o to, aby jeho jízdní vlastnosti zůstaly stejné jako u první generace etalonem třídy, tak jako je to běžné i u ostatních vozů Ford. Vozidlo si už stihlo zahrát ve filmu Quantum of Solace o Jamesu Bondovi jako automobil jeho nové Bondgirl (hlavní hrdinka filmu Camille), jejíž roli ztvárnila Olga Kurylenko.

### Motorizace
Zážehové a vznětové motory
- 1,2/51 kW Duratec
- 1,3/55 kW Duratorq TDCi

### Ka Individual

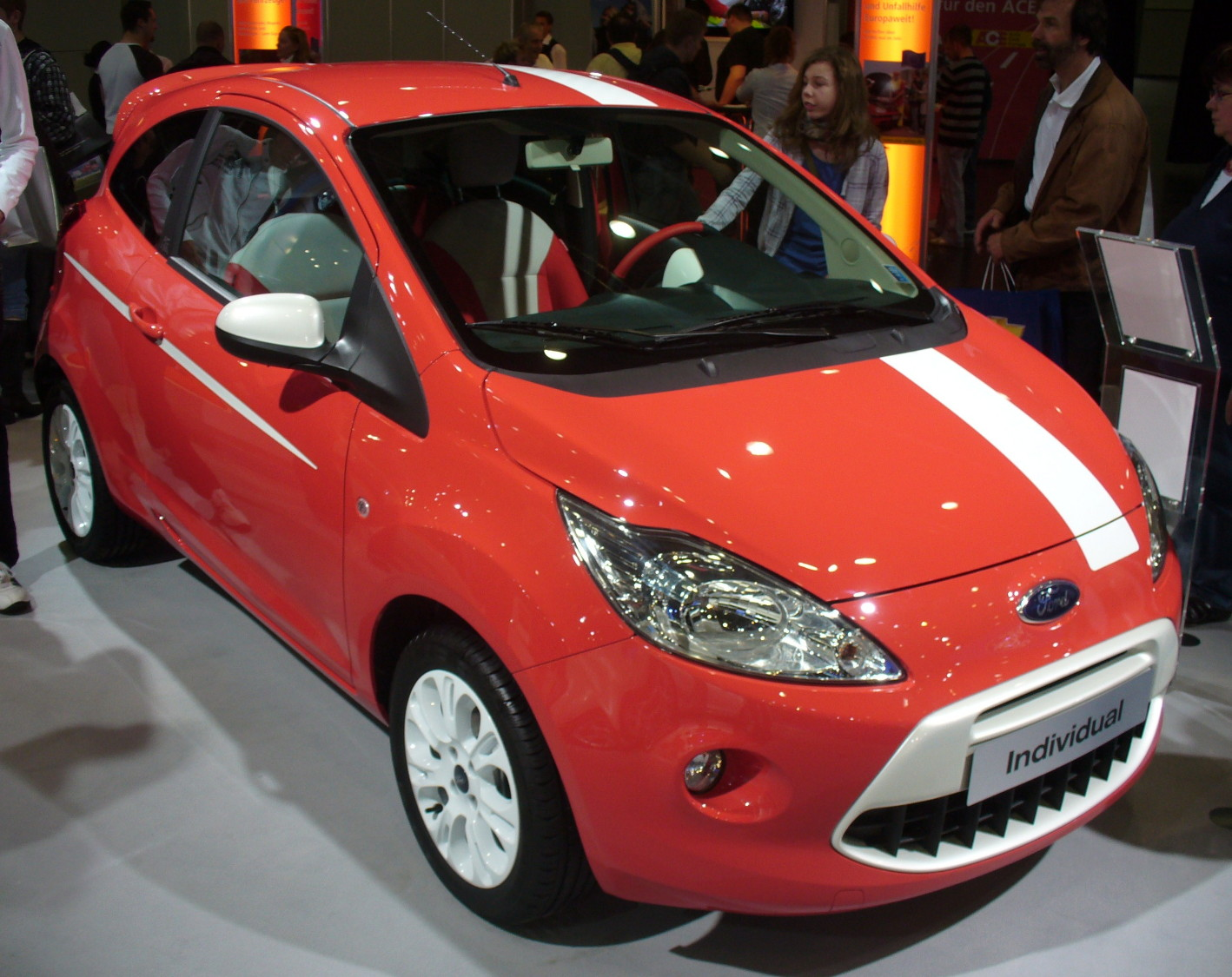
Ford Ka Individual Grand Prix

Ford Ka stejně jako Ford Fiesta, Ford Mondeo nebo Ford S-MAX má několik sad pro individualizace automobilu pomocí programu „Individual“ (program Ford Individual), které kombinují expresivnější vnější design s pakety interiéru. Základní pakety jsou Ka Digital Art (černá a zelená), Ka Grand Prix (bílá nebo červená) a Ka Tattoo (bílá s motivy ve stylu tetování), další sady jsou Electric, Jump, Piste a Sunrise, které mají různé metalické barvy.

## 3. generace (2014–)

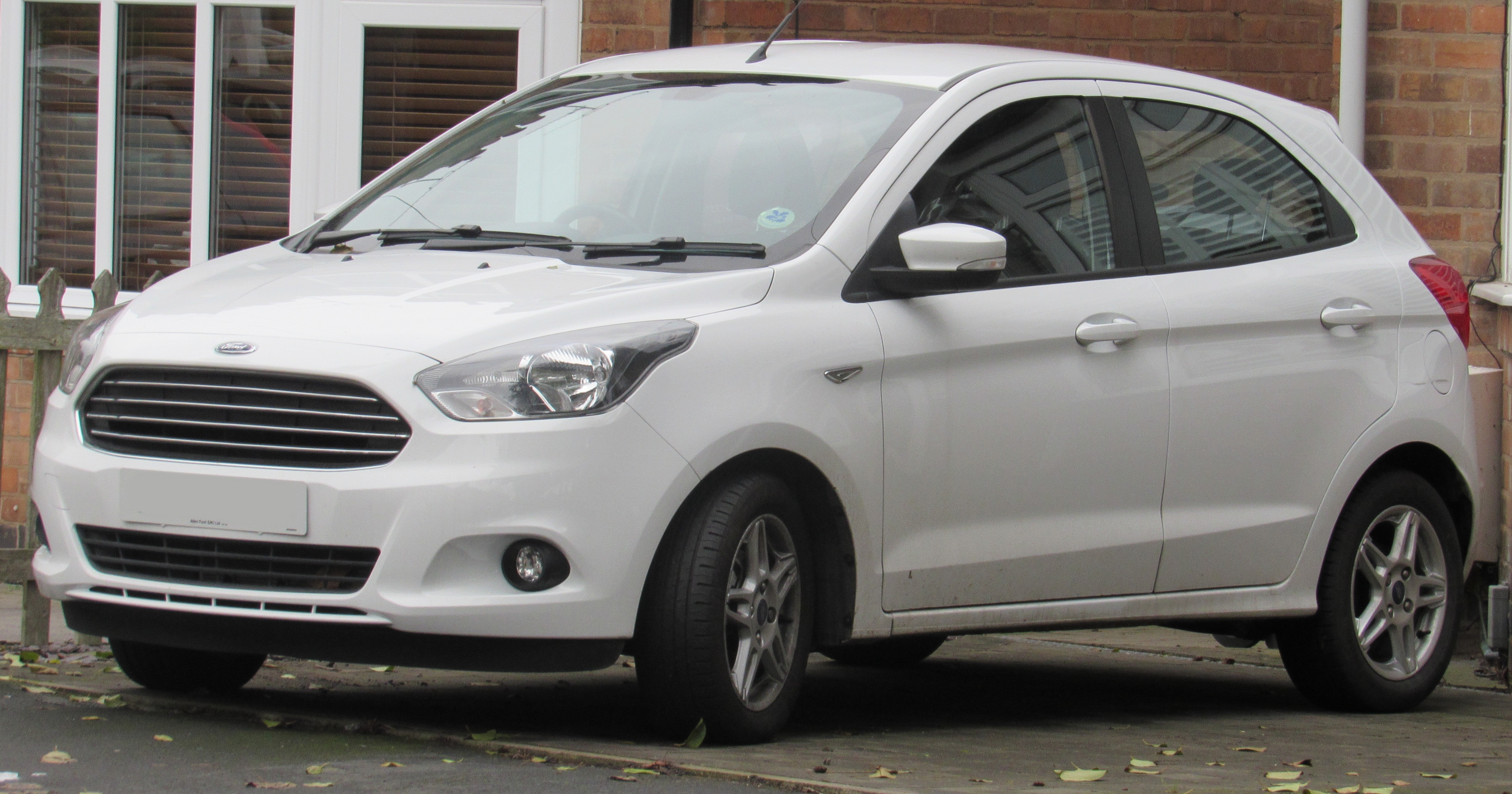
Ford Ka+

Třetí generace vozu byla kompletně vyvinuta v brazilské odnoži Fordu, kde byl vůz také v listopadu 2013 poprvé ukázán veřejnosti pod názvem Ford Ka Concept. Prodávat se začal v červnu 2014, do Evropy ovšem dorazil až o dva roky později. Pro evropský trh byl zvolen název Ford KA+, symbol plus značící povýšení vozu do skupiny B.
Na rozdíl od evropského trhu byly brazilském trhu na výběr vozy s karoserií 5 dv. HB (jako KA) ale i 4 dv. sedan (jako KA+). O pohon se staraly dvě zcela nové pohonné jednotky schopné spalovat jak bezolovnatý benzín tak  i bioetanol a to ve vzájemně libovolném poměru. 
Slabší, o objemu 1.0L  je v Evropě známý pod názvem „1.0L Duratec“ montovaný do Fiesty 2013 (nepřeplňovaná verze motoru 1.0L EcoBost) a silnější 1,5 L vychází ze známé řady motorů Zetec SE1.4L / 1.6L.
1.0 L - řadový 3 V, 12v, 59 kW (80 k) při provozu na BA / 63 kW (85 k) při provozu na bioetanol E 91.                                                                                    1.5 L - řadový 4 V, 16v, 77 kW (105 k) při provozu na BA / 81 kW (110 k) při provozu na bioetanol E 91.
Na evropském trhu je tento model prodáván pod obchodním názvem  KA+ od 06 / 2016 a pouze s benzínovým motorem o objemu 1,2 litru ve dvou výkonových verzích. A to 51 kW (70 k) a 63 kW (85 k) ve výbavách Studio a Zetec. Karoserie sedan není pro Evropu dostupná.
Od 06/2018 je na trhu inovovaný Ford KA+ označený jako NEW Ford KA+ (v Česku "Nový Ford KA+"). K benzínovým motorům se přidává diesel DV5 (PSA) 1,5L / 70 kW (95 k). Karoserie dostala nově tvarované nárazníky. Drobné dílčí změny nastaly i v interiéru a změnila se i skladba výbav.
Pro Český trh je od počátku určena pouze jediná výkonová verze benzínového motoru a to 63 kW (85 k). Původně i jen v jediné výbavě "Ultimate" se základní cenou 288990 Kč. Nový Ford KA+ (od 28.06. 2018) je už nabízen ve dvou úrovních výbavy - "Ultimate" za 283990 Kč a "Active" za 329990 Kč. Bohatěji vybavená verze "Active" má nelakovanou spodní část nárazníků, nelakované plastové obložení prahů stejně jako i lemy blatníků. Pro lepší průchodnost lehkým terénem je zvětšena světlá výška u plně zatíženého vozu na 153 mm (u "Ultimate" je to 123 mm).
NEW Ford KA+ byl už pouze "labutí písní" malých vozů Ford s logem KA neboť jeho produkce byla ukončena bez náhrady rokem 2020 (2021 v Brazílii).
Ka třetí generace bylo vyráběno v Camacari (Brazílie) a vozy pro evropský trh v Sanandu v Indii (na Indickém trhu se tento model prodával pod názvem "Figo").